# 마루야마 유이치
마루야마 유이치(일본어: 丸山 祐市, 1989년 6월 16일 ~ )는 일본의 축구 선수이다.

## 구단 경력
그는 2012년부터 J리그의 FC 도쿄, 쇼난 벨마레, 나고야 그램퍼스에서 뛰었다.

## 국가대표팀 경력
그는 2016년 FIFA 월드컵 예선에 참가할 일본 국가대표팀에 발탁되었으며, 10월 11일 오스트레일리아와의 경기에서 데뷔했다. 그는 국제 A매치 통산 2경기에 출전했다.

## 통계
| 일본 | 일본 | 일본 |
| 연도 | 출전 | 득점 |
| ---- | ---- | ---- |
| 2016 | 2    | 0    |
| 통산 | 2    | 0    |